# Kościół Matki Bożej Łaskawej i św. Wojciecha w Łowiczu
Kościół Matki Bożej Łaskawej i św. Wojciecha w Łowiczu – kościół barokowy znajdujący się przy ul. Pijarskiej w Łowiczu, siedziba Ojców Pijarów.
Kościół ufundował w 1668 roku Jan Szamowski – kasztelan gostyniński. W 1762 roku Wojciech Zimny – chłop z Bobrownik własnym  kosztem go wymurował. Wkład również wnosili: Michał Radziejowski, Stanisław Szembek, Teodor Potocki i Krzysztof Antoni Szembek.

## Historia
Prezbiterium wybudowano w latach 1672–1680 po czym prace przerwano. W latach 1720–1731 zbudowano korpus, fasadę i wieże wg projektu Jakuba Fontany. Według jednych opracowań fasadę ukończono około 1729 roku, natomiast wg innych nastąpiło to w latach 1744–1747 według projektu architekta królewskiego Karola Antoniego Baya. W momencie konsekracji (1739?) kościół nie był całkowicie ukończony – nie zrealizowano górnej partii wschodniej wieży oraz nie wykonano m.in. hełmów wież. Przy Kolegium Łowickim Ojców Pijarów odbywały się Kapituły Prowincjalne. Na jednej z nich w roku 1753 staraniem ks. Stanisława Konarskiego została uchwalona reforma szkolnictwa, najpierw pijarskiego – zatwierdzona przez papieża Benedykta XIV, a potem dała impuls do powołania Komisji Edukacji Narodowej, co dokonało się na Sejmie Czteroletnim.
Kościół został uroczyście konsekrowany w lipcu 1749 roku. W okresie zaboru pruskiego w kościele urządzono szpital. Po upadku powstania styczniowego, w 1864 r. nastąpiła kasata zakonu pijarów i opiekę na kościołem przejęli księża diecezjalni. W 1888 roku wymieniono posadzki, w 1897 roku przełożono dachówki, a w latach 1898–1900 nastąpił remont elewacji i wykończenie wież. W wyniku ostrzału niemieckiego w 1914 roku uszkodzona została fasada i dach.
Ojcowie Pijarzy, po długiej przerwie trwającej od roku 1864 do 1958, powrócili do Łowicza i prowadzą działalność duszpasterską (kościół rektoralny) oraz edukacyjną (szkoła podstawowa, gimnazjum oraz liceum).

## Wnętrze
Wnętrze kościoła jest trójnawowe z prezbiterium zamkniętym półkolistą absydą. Prezbiterium i nawa główna posiadają sklepienia kolebkowe z lunetami na podwójnych pasach. W przybudówkach przy prezbiterium znajdują się natomiast sklepienia kolebkowo-krzyżowe, a w nawach bocznych i pod chórem: sklepienia krzyżowe na pasach i kolebkowe na emporach.
Na szczególną uwagę zasługuje boczny ołtarz kościoła z rzeźbą Matki Boskiej Łaskawej oraz dwiema rzeźbami Salomona i Mojżesza (przypuszcza się, że ich autorem jest Jan Jerzy Plersch).
Drewniany ołtarz główny, projektowany przez Jakuba Fontanę, pochodzi z 1720 r., z późnobarokowym krzyżem, którego autorem jest prawdopodobnie Jan Jerzy Plersch oraz rzeźbami biskupów,
W kościele znajdują się freski z około 1725 roku przypisywane włoskiemu malarzowi Michelangelo Palloniemu.
Według księgi dóbr i przywilejów kościelnych Jana Łaskiego (Liber Beneficiorum), w kościele Pijarów w Łowiczu miała znajdować się tablica upamiętniająca fundatora, o treści:
„D.O.M”
„Haec Ecclesia Erecta est In honorem B. Mariae Virginis Matris DEI et S.Adalberti, Episcopi et Martyris Innocentio XI Papae Joanne III Rege Poloniae Stephano Wydżga Arch. Gnesn. Perillustris ac Rndmus D. Albertus Stawowski Epus Petrciens. Suffragan Gnesnen. Primum lapidem imposuit Ex pia munifcentia Illrmi Dni Joannis in Szamow Szamowski Castellani Gostin., Fundatoris Collegii Lovic. et ex speciali subsidio M.D. Pstrokoński diversorumque Benefactorum sub Rndo Patre Carolo Joanne a Jesu Praepto Provin., Patre Adalberto a S.Theresia Rectore Loviciensi.”

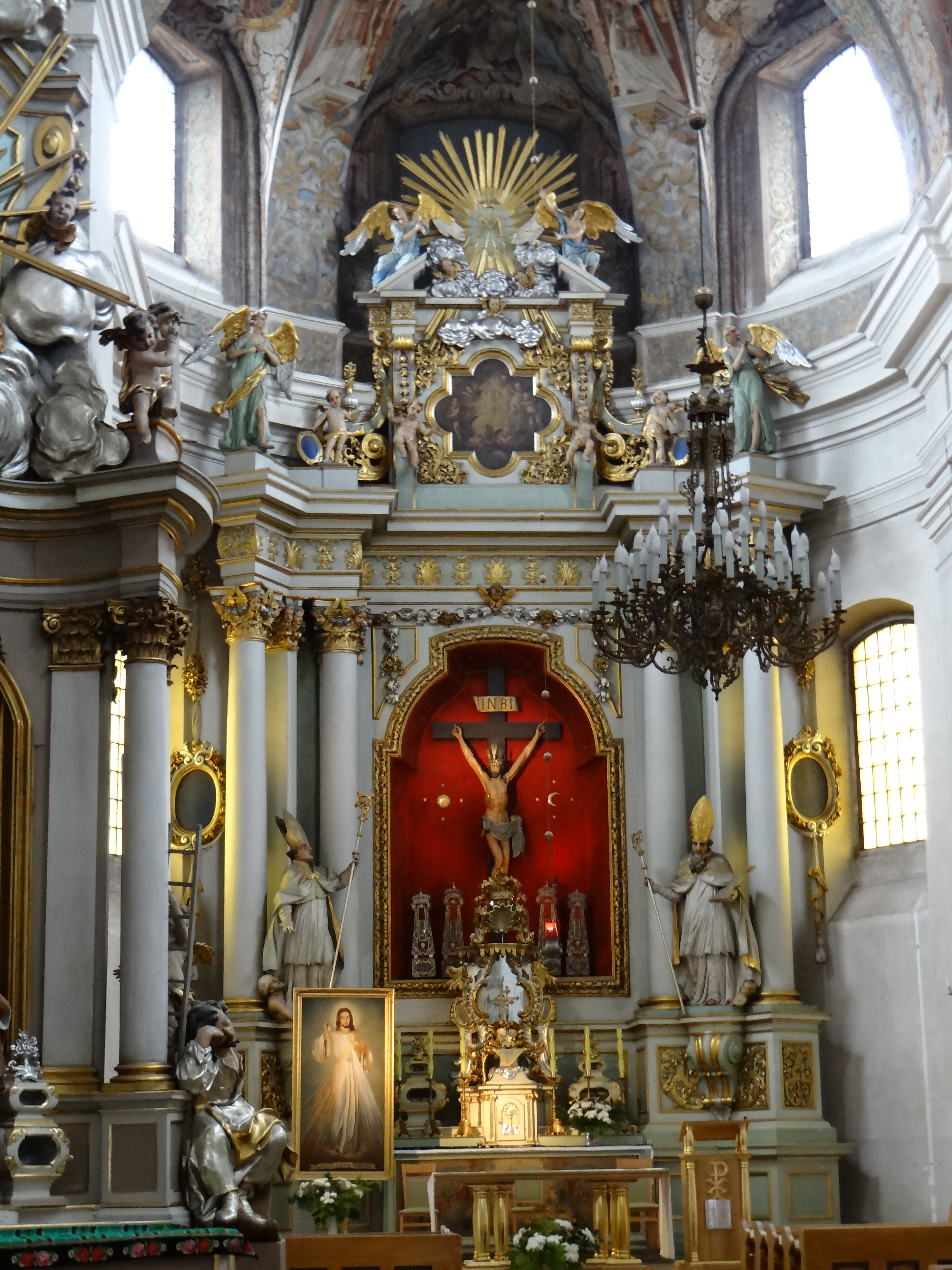
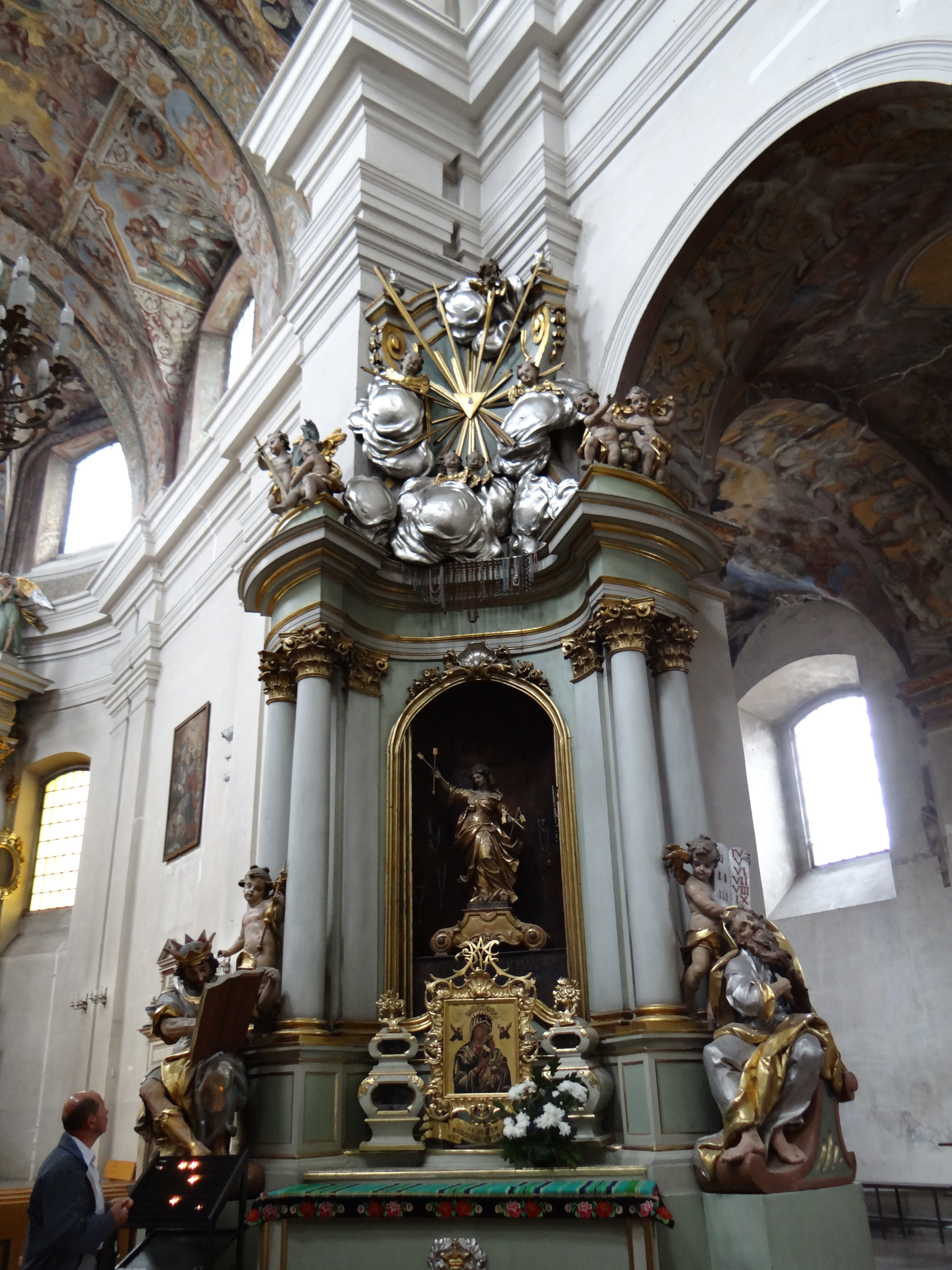
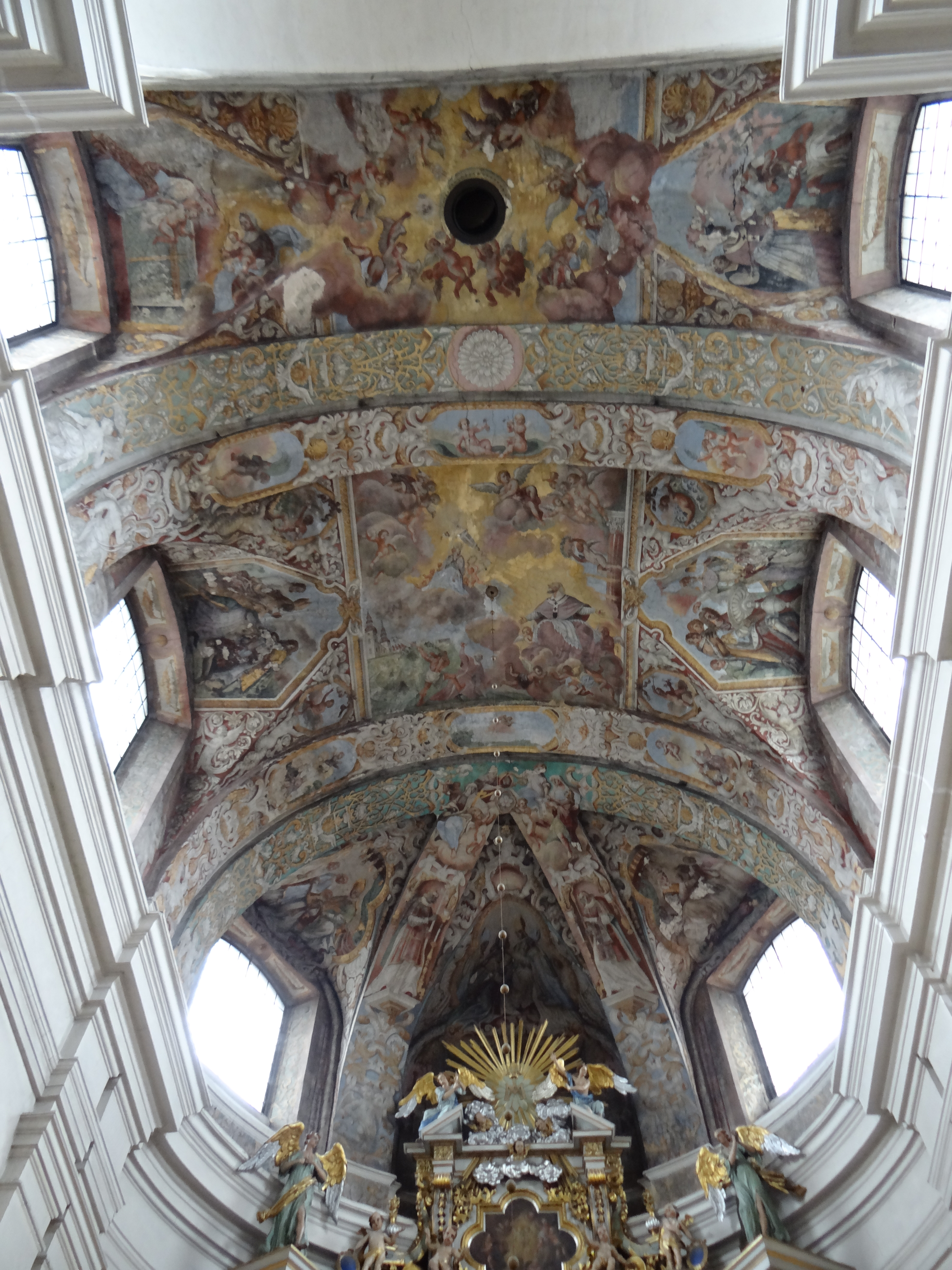
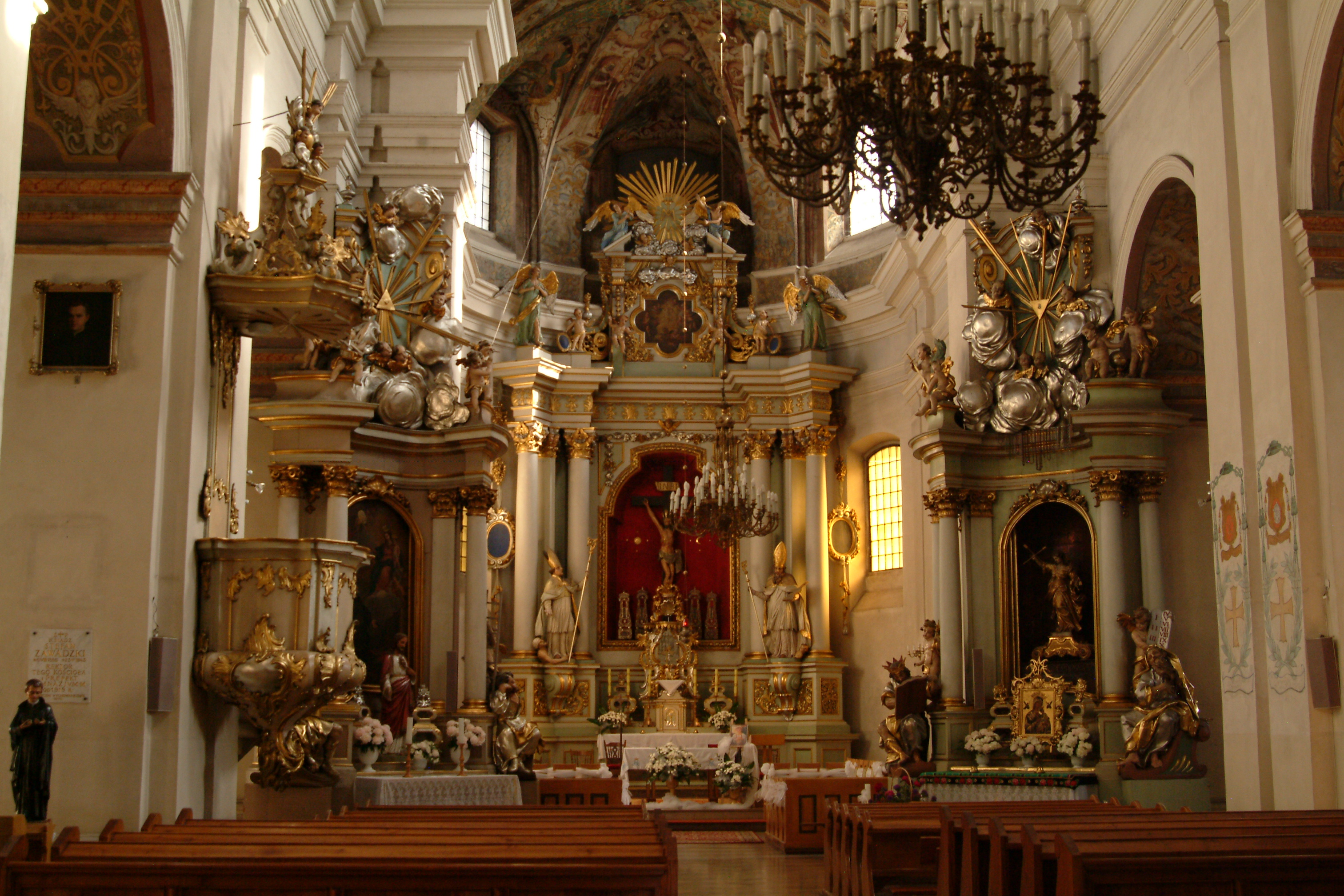
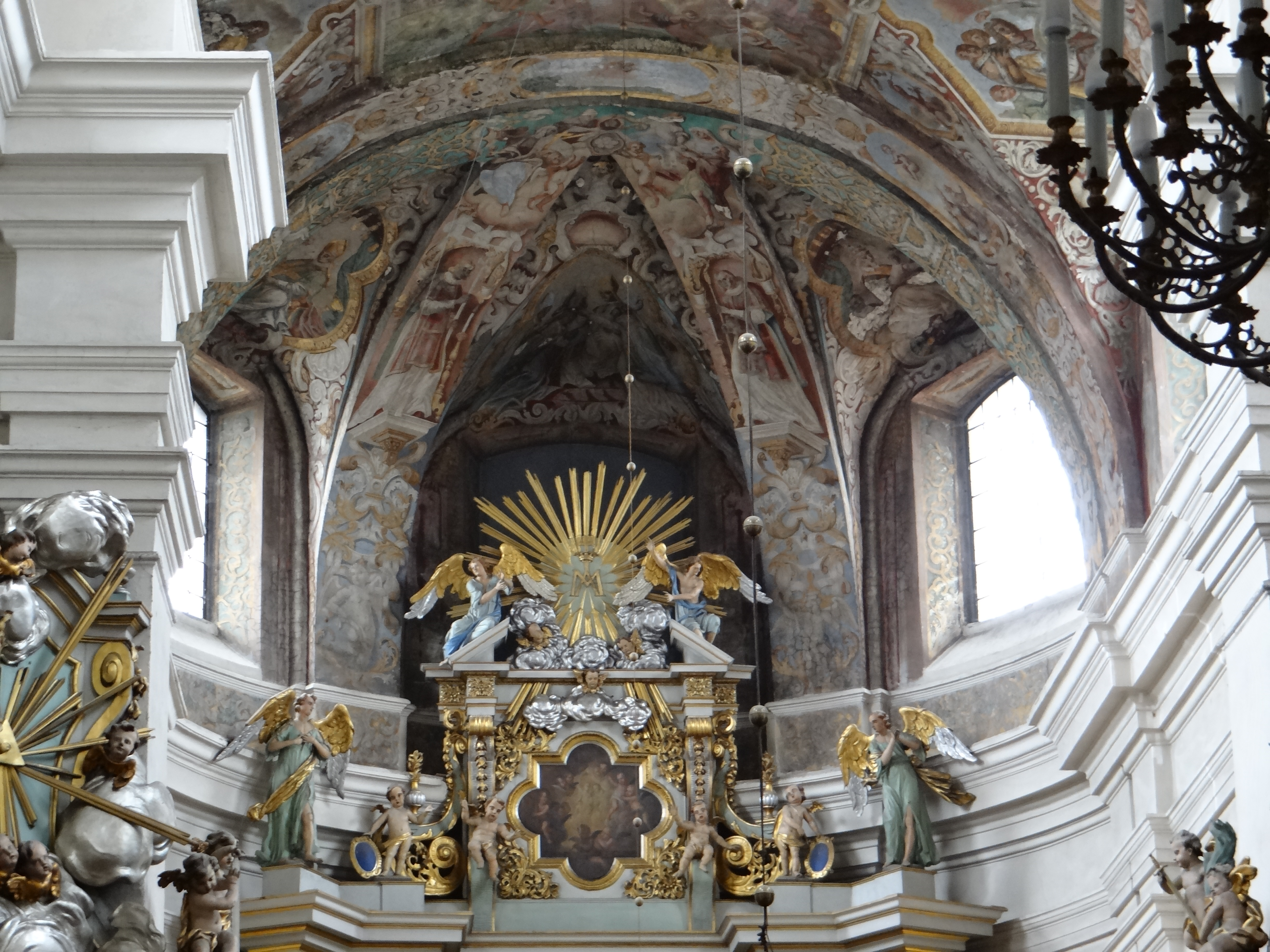
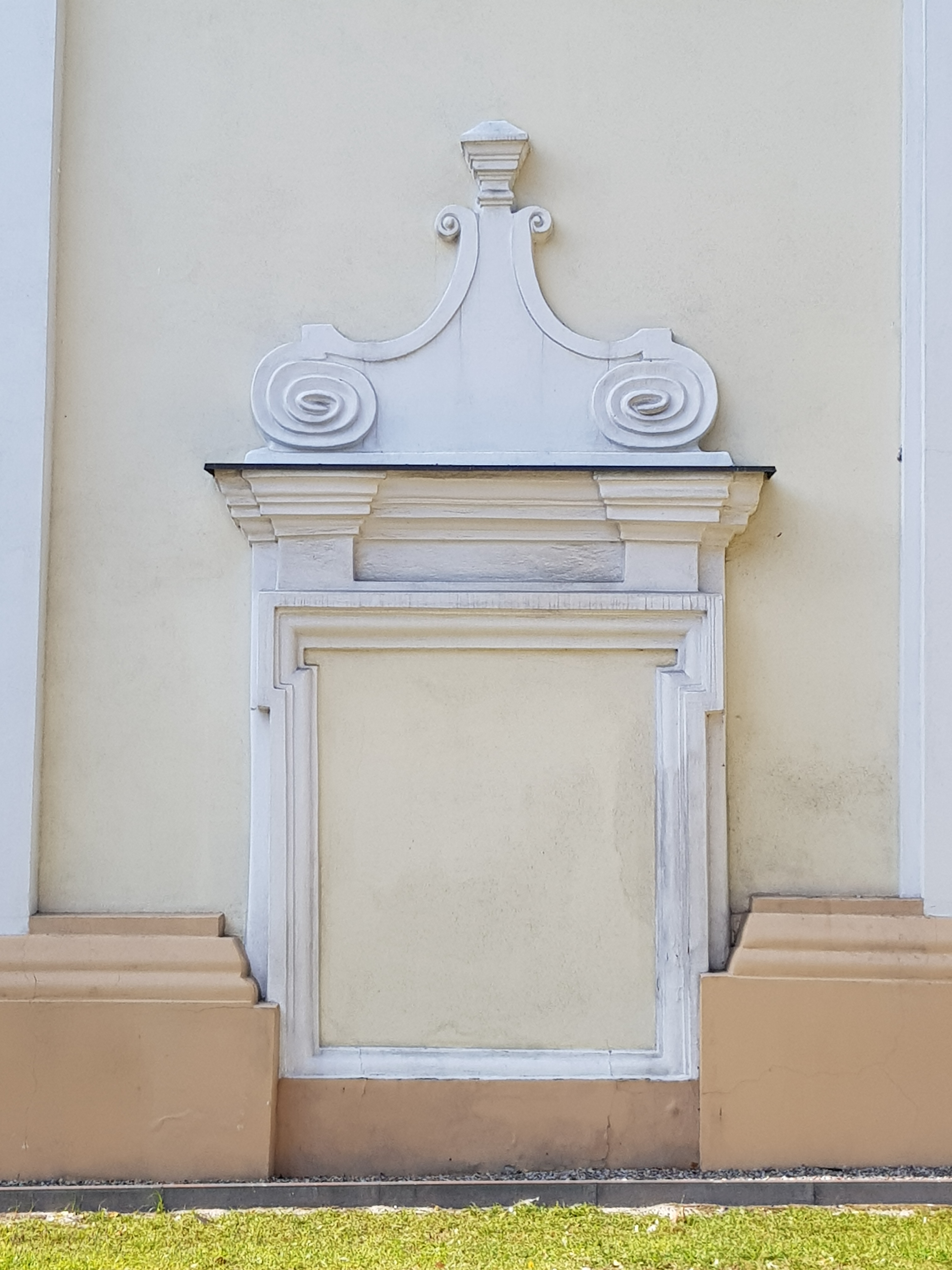

Do dziś tablica się nie zachowała.